# Monsieur... Mademoiselle

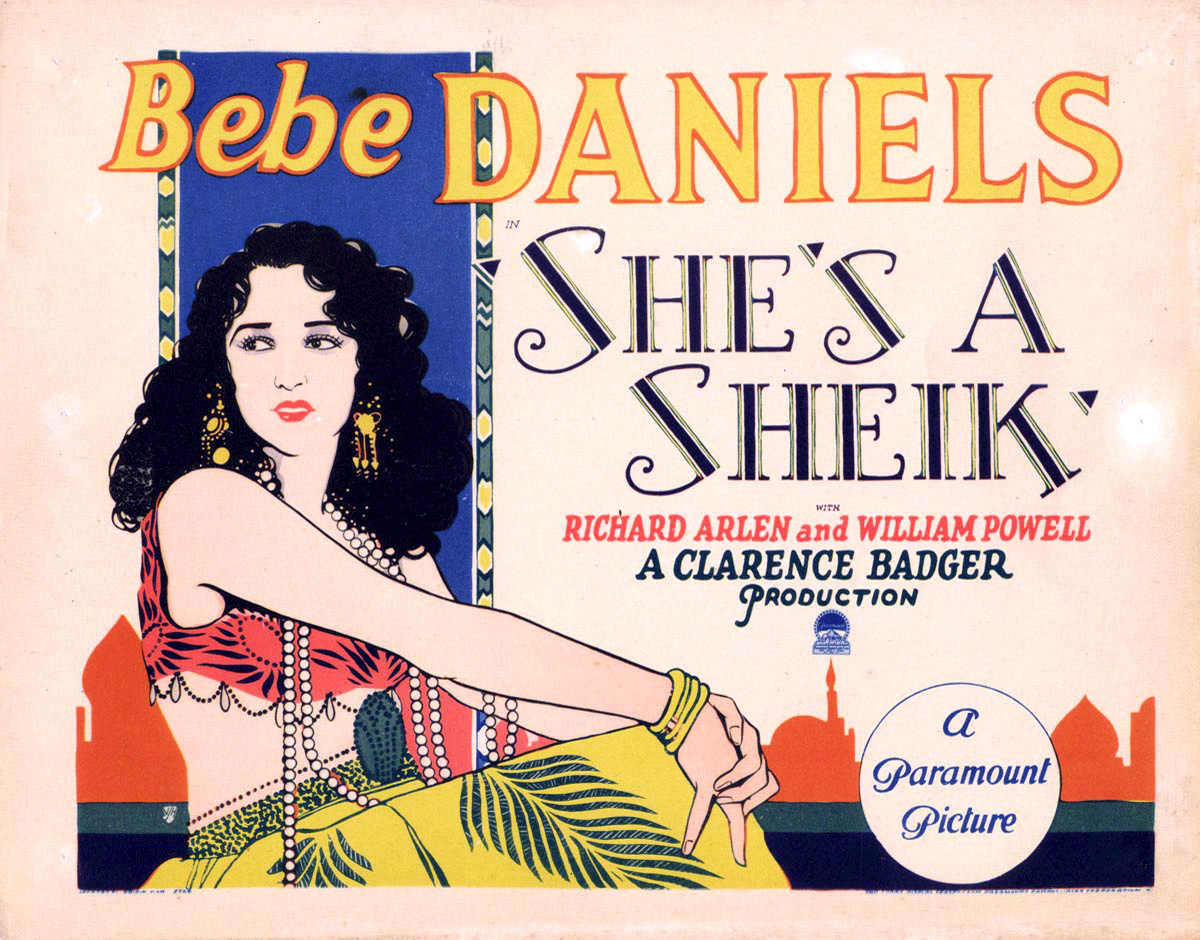
Carte promotionnelle du film

Monsieur... Mademoiselle (She's a Sheik) est un film muet américain de comédie réalisé par Clarence G. Badger, sorti en 1927.
Il était considéré comme perdu, mais une copie 16 mm a été retrouvée en 2007 par l'historien du cinéma Kevin Brownlow.

## Fiche technique
- Titre : Monsieur... Mademoiselle
- Titre original : She's a Sheik
- Réalisation : Clarence G. Badger
- Scénario :  Lloyd Corrigan, Grover Jones, d'après une histoire de John McDermott
- Production : Adolph Zukor, Jesse Lasky
- Photographie : J. Roy Hunt
- Noir et blanc
- Son:  muet
- Genre : comédie[1] romantique
- Durée : 6 bobines
- Date de sortie : 12 novembre 1927

## Distribution
- Bebe Daniels : Zaida
- Richard Arlen : Captaine Colton
- William Powell : Kada
- Josephine Dunn : Wanda Fowler
- James Bradbury Jr : Jerry
- Billy Franey : Joe

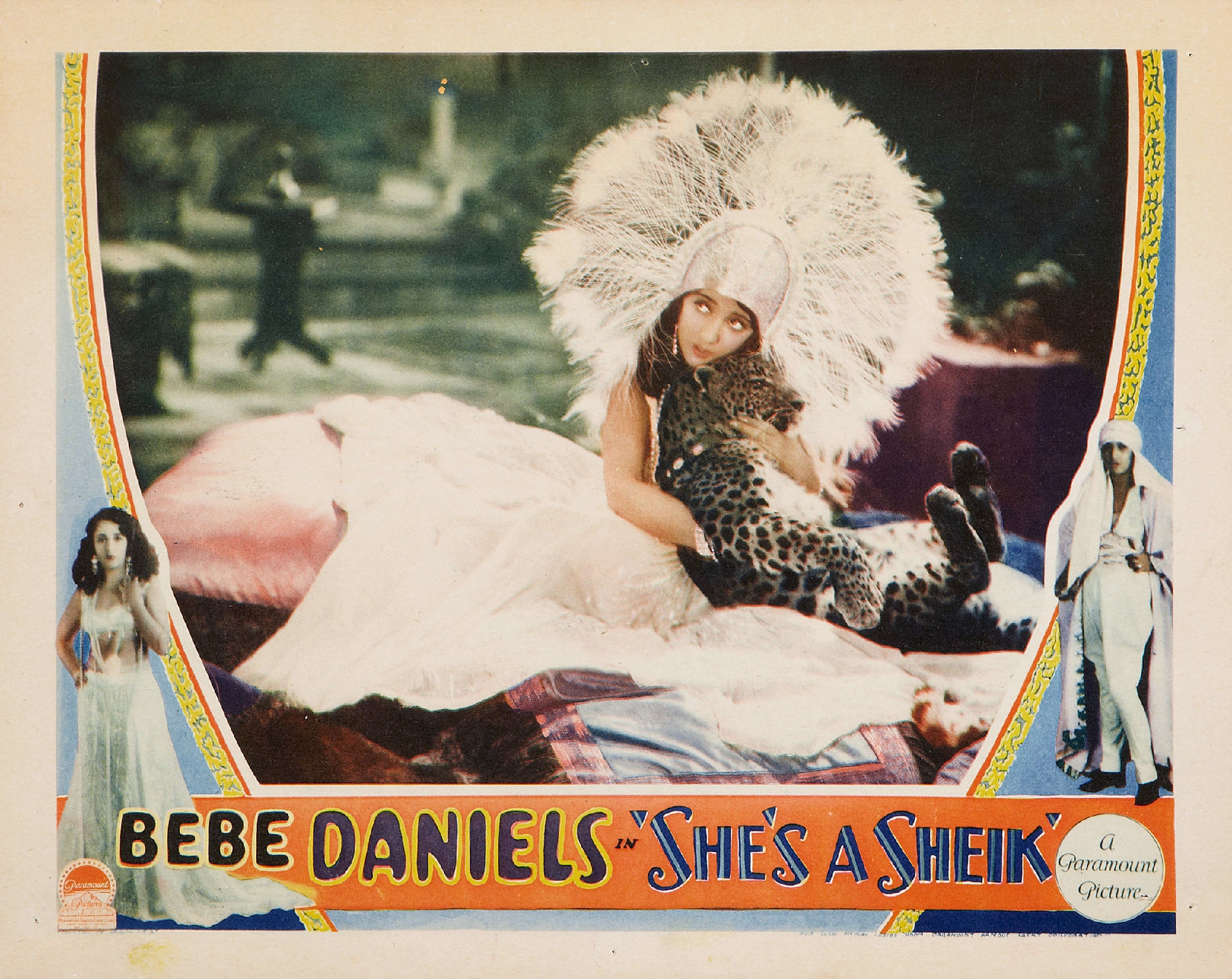
Bebe Daniels, carte promotionnelle du film

- Paul McAllister : Sheik Yusif ben Hamad
- Al Fremont : le major